# Sir Safety Umbria Volley Perugia 2019-2020
Questa voce raccoglie le informazioni riguardanti la Sir Safety Umbria Volley Perugia nelle competizioni ufficiali della stagione 2019-2020.

## Organigramma societario
Area direttiva
- Presidente: Gino Sirci
- Vicepresidente: Maurizio Sensi
- Segreteria generale: Rosanna Rosati
- Direttore generale: Benedetto Rizzuto
- Direttore tecnico: Stefano Recine
- Responsabile tecnico: Goran Vujević
- Dirigente: Egeo Baldassarri
- Logistica: Piero Bizzarri
- Responsabile CEV: Francesco Allegrucci

Area tecnica
- Allenatore: Vital Heynen
- Allenatore in seconda: Carmine Fontana
- Assistente allenatore: Brecht Van Kerckhove
- Scout man: Gianluca Carloncelli, Francesco Monopoli
- Responsabile settore giovanile: Andrea Piacentini

Area comunicazione
- Ufficio stampa: Simone Camardese
- Relazioni esterne: Rosanna Rosati
- Social media manager: Francesco Biancalana
- Fotografo: Michele Benda

Area marketing
- Ufficio marketing: Maurizio Sensi
- Biglietteria: Luca Ciambrusco

Area sanitaria
- Responsabile staff medico: Auro Caraffa, Giuseppe Sabatino
- Staff medico: Marco Pellegrino, Rosario Petruccelli, Ermanno Trinchese
- Preparatore atletico: Fons Vranken
- Assistente preparatore atletico: Alberto Castelli
- Fisioterapista: Tommaso Brunelli Felicetti, Francesco Zappelli
- Massaggiatore: Emilio Giusti
- Radiologo: Massimo Bianchi
- Consulente medico: Elmo Mannarino

## Rosa
| N° | Nome                    | Ruolo | Data di nascita  | Nazionalità sportiva |
| -- | ----------------------- | ----- | ---------------- | -------------------- |
| 1  | Alessandro Piccinelli   | L     | 30 gennaio 1997  | Italia               |
| 2  | Fabio Ricci             | C     | 11 luglio 1994   | Italia               |
| 4  | Sjoerd Hoogendoorn      | O     | 17 febbraio 1991 | Paesi Bassi          |
| 6  | Robert Täht             | S     | 15 agosto 1993   | Estonia              |
| 8  | Omar Biglino            | C     | 9 agosto 1995    | Italia               |
| 9  | Wilfredo León           | S     | 31 luglio 1993   | Polonia              |
| 10 | Filippo Lanza           | S     | 3 marzo 1991     | Italia               |
| 11 | Tsimafei Zhukouski      | P     | 18 dicembre 1988 | Croazia              |
| 12 | Roberto Russo           | C     | 23 febbraio 1997 | Italia               |
| 13 | Massimo Colaci          | L     | 21 febbraio 1985 | Italia               |
| 14 | Aleksandar Atanasijević | O     | 4 settembre 1991 | Serbia               |
| 15 | Luciano De Cecco        | P     | 2 giugno 1988    | Argentina            |
| 17 | Oleh Plotnyc'kyj        | S     | 5 giugno 1997    | Ucraina              |
| 18 | Marko Podraščanin       | C     | 29 agosto 1987   | Serbia               |

## Mercato
| Acquisti | Acquisti           | Acquisti          | Acquisti   |
| R.       | Nome               | da                | Modalità   |
| -------- | ------------------ | ----------------- | ---------- |
| C        | Omar Biglino       | Mondovì           | definitivo |
| S        | Oleh Plotnyc'kyj   | Milano            | definitivo |
| C        | Roberto Russo      | Porto Robur Costa | definitivo |
| S        | Robert Täht        | Arkas             | definitivo |
| P        | Tsimafei Zhukouski | Callipo           | definitivo |

| Cessioni | Cessioni         | Cessioni        | Cessioni   |
| R.       | Nome             | a               | Modalità   |
| -------- | ---------------- | --------------- | ---------- |
| S        | Alexander Berger | You Energy      | definitivo |
| S        | Dore Della Lunga | Olimpia Bergamo | definitivo |
| C        | Gianluca Galassi | Milano          | definitivo |
| S        | Nicholas Hoag    | Asseco Resovia  | definitivo |
| P        | Jonah Seif       | ?               | definitivo |

## Risultati

### Superlega

#### Girone di andata
| 1ª giornata - 20 ottobre 2019 Palazzetto dello Sport, Cisterna di Latina | Top Volley Latina  | 2 - 3 | Sir Safety Perugia | 27-29, 29-27, 22-25, 25-18, 14-16 |
| 2ª giornata - 27 ottobre 2019 PalaEvangelisti, Perugia                   | Sir Safety Perugia | 3 - 0 | BluVolley Verona   | 25-16, 25-20, 25-18               |
| 3ª giornata - 6 novembre 2019 PalaPiantanida, Busto Arsizio              | Milano             | 2 - 3 | Sir Safety Perugia | 19-25, 25-19, 18-25, 25-20, 16-18 |
| 4ª giornata - 24 ottobre 2019 PalaEvangelisti, Perugia                   | Sir Safety Perugia | 0 - 3 | Powervolley Milano | 19-25, 21-25, 22-25               |
| 5ª giornata - 14 novembre 2019 PalaSanLazzaro, Padova                    | Padova             | 1 - 3 | Sir Safety Perugia | 17-25, 25-19, 21-25, 18-25        |
| 6ª giornata - 17 novembre 2019 PalaEvangelisti, Perugia                  | Sir Safety Perugia | 3 - 0 | Callipo            | 25-17, 25-17, 25-17               |
| 7ª giornata - 20 novembre 2019 PalaBanca, Piacenza                       | You Energy         | 0 - 3 | Sir Safety Perugia | 22-25, 22-25, 17-25               |
| 8ª giornata - 24 novembre 2019 PalaEvangelisti, Perugia                  | Sir Safety Perugia | 3 - 0 | Porto Robur Costa  | 25-14, 25-18, 25-18               |
| 9ª giornata - 27 novembre 2019 PalaEvangelisti, Perugia                  | Sir Safety Perugia | 3 - 0 | Argos              | 25-15, 25-21, 25-19               |
| 11ª giornata - 10 novembre 2019 PalaCivitanova, Civitanova Marche        | Lube               | 3 - 1 | Sir Safety Perugia | 28-26, 25-20, 24-26, 25-22        |
| 12ª giornata - 15 dicembre 2019 PalaEvangelisti, Perugia                 | Sir Safety Perugia | 3 - 1 | Modena             | 25-21, 18-25, 25-20, 25-19        |
| 13ª giornata - 1º dicembre 2019 PalaTrento, Trento                       | Trentino           | 1 - 3 | Sir Safety Perugia | 21-25, 25-20, 19-25, 23-25        |

#### Girone di ritorno
| 14ª giornata - 26 dicembre 2019 PalaEvangelisti, Perugia | Sir Safety Perugia | 3 - 1 | Top Volley Latina  | 24-26, 25-17, 25-21, 25-22        |
| 15ª giornata - 16 gennaio 2020 PalaOlimpia, Verona       | BluVolley Verona   | 2 - 3 | Sir Safety Perugia | 16-25, 27-25, 25-18, 18-25, 10-15 |
| 16ª giornata - 19 gennaio 2020 PalaEvangelisti, Perugia  | Sir Safety Perugia | 3 - 0 | Milano             | 25-18, 25-17, 25-21               |
| 17ª giornata - 26 gennaio 2020 PalaLido, Milano          | Powervolley Milano | 0 - 3 | Sir Safety Perugia | 28-30, 19-25, 25-27               |
| 18ª giornata - 2 febbraio 2020 PalaEvangelisti, Perugia  | Sir Safety Perugia | 3 - 1 | Padova             | 25-23, 19-25, 25-20, 25-21        |
| 19ª giornata - 5 febbraio 2020 PalaMaiata, Vibo Valentia | Callipo            | 1 - 3 | Sir Safety Perugia | 25-22, 21-25, 22-25, 21-25        |
| 20ª giornata - 9 febbraio 2020 PalaEvangelisti, Perugia  | Sir Safety Perugia | 3 - 1 | You Energy         | 23-25, 25-18, 25-22, 25-14        |
| 21ª giornata - 16 febbraio 2020 PalaDeAndré, Ravenna     | Porto Robur Costa  | 1 - 3 | Sir Safety Perugia | 21-25, 25-22, 22-25, 19-25        |
| 22ª giornata - 18 marzo 2020 PalaCoccia, Veroli          | Argos              | -     | Sir Safety Perugia | annullata                         |
| 24ª giornata - 15 marzo 2020 PalaEvangelisti, Perugia    | Sir Safety Perugia | -     | Lube               | annullata                         |
| 25ª giornata - 22 marzo 2020 PalaPanini, Modena          | Modena             | -     | Sir Safety Perugia | annullata                         |
| 26ª giornata - 29 marzo 2020 PalaEvangelisti, Perugia    | Sir Safety Perugia | -     | Trentino           | annullata                         |

### Coppa Italia

#### Fase a eliminazione diretta
| Quarti di finale - 22 gennaio 2020 PalaEvangelisti, Perugia     | Sir Safety Perugia | 3 - 0 | Padova             | 25-16, 27-25, 25-17               |
| Semifinali - 22 febbraio 2020 Unipol Arena, Casalecchio di Reno | Sir Safety Perugia | 3 - 0 | Modena             | 25-19, 25-22, 25-24               |
| Finale - 23 febbraio 2020 Unipol Arena, Casalecchio di Reno     | Lube               | 3 - 2 | Sir Safety Perugia | 21-25, 25-23, 25-23, 34-36, 15-10 |

### Supercoppa italiana

#### Fase a eliminazione diretta
| Semifinali - 1º novembre 2019 PalaCivitanova, Civitanova Marche | Sir Safety Perugia | 3 - 1 | Trentino           | 21-25, 25-23, 25-21, 25-22        |
| Finale - 2 novembre 2019 PalaCivitanova, Civitanova Marche      | Modena             | 3 - 2 | Sir Safety Perugia | 27-25, 23-25, 25-23, 18-25, 15-12 |

### Champions League

#### Fase a gironi
| 1ª giornata - 4 dicembre 2019 PalaEvangelisti, Perugia      | Sir Safety Perugia | 3 - 1 | Benfica            | 25-18, 24-26, 25-15, 25-19 |
| 2ª giornata - 11 dicembre 2019 Salle Robert-Grenon, Tours   | Tours              | 0 - 3 | Sir Safety Perugia | 30-32, 19-25, 18-25        |
| 3ª giornata - 17 dicembre 2019 Hala Torwar, Varsavia        | Projekt Warszawa   | 1 - 3 | Sir Safety Perugia | 17-25, 25-23, 21-25, 24-26 |
| 4ª giornata - 29 gennaio 2020 PalaEvangelisti, Perugia      | Sir Safety Perugia | 3 - 0 | Tours              | 25-21, 25-15, 25-21        |
| 5ª giornata - 13 febbraio 2020 Sports Hall Benfica, Lisbona | Benfica            | 1 - 3 | Sir Safety Perugia | 24-26, 21-25, 25-22, 17-25 |
| 6ª giornata - 19 febbraio 2020 PalaEvangelisti, Perugia     | Sir Safety Perugia | 3 - 1 | Projekt Warszawa   | 25-17, 25-27, 25-17, 25-19 |

#### Fase a eliminazione diretta
| Quarti di finale (andata) - 4 marzo 2020 Palazzetto Zvezdnyj, Novyj Urengoj | Fakel              | 1 - 3 | Sir Safety Perugia | 23-25, 21-25, 25-22, 21-25 |
| Quarti di finale (ritorno) - 10 marzo 2020 PalaEvangelisti, Perugia         | Sir Safety Perugia | -     | Fakel              | annullata                  |

## Statistiche

### Statistiche di squadra
| Competizione        | Punti | In casa | In casa | In casa | In trasferta | In trasferta | In trasferta | Totale | Totale | Totale |
| Competizione        | Punti | G       | V       | P       | G            | V            | P            | G      | V      | P      |
| ------------------- | ----- | ------- | ------- | ------- | ------------ | ------------ | ------------ | ------ | ------ | ------ |
| Superlega           | 51    | 10      | 9       | 1       | 10           | 9            | 1            | 20     | 18     | 2      |
| Coppa Italia        | -     | 1       | 1       | 0       | 0            | 0            | 0            | 3      | 2      | 1      |
| Supercoppa italiana | -     | -       | -       | -       | -            | -            | -            | 2      | 1      | 1      |
| Champions League    | 18    | 3       | 3       | 0       | 4            | 4            | 0            | 7      | 7      | 0      |
| Totale              | -     | 14      | 13      | 1       | 14           | 13           | 1            | 32     | 28     | 4      |

G = partite giocate; V = partite vinte; P = partite perse